# Coal Miner's Daughter (chanson)
Singles de Loretta Lynn
You Wanna Give Me a Lift
(1970) I Wanna Be Free
(1971)
Coal Miner's Daughter est une chanson autobiographique écrite et originellement enregistrée par la chanteuse américaine de country Loretta Lynn. Initialement, en octobre 1970, sortie en single, elle fait aussi partie du quinzième album de Lynn, paru en décembre de la même année et intitulé également Coal Miner's Daughter.
Aux États-Unis, la chanson a passé une semaine (celle du 19 décembre 1970) à la première place du classement country de Billboard, le Billboard Hot Country Singles.

## Distinctions
La chanson a reçu le Grammy Hall of Fame Award en 1998 et a été inscrite au registre national des enregistrements (National Recording Registry) de la bibliothèque du Congrès à Washington en 2009,.